# Olga FitzGeorge
Olga Mary Adelaide FitzGeorge (Atene, 11 giugno 1877 – Rouen, 25 ottobre 1928) è stata un'imprenditrice inglese.

## Biografia
Olga era l'unica figlia del contrammiraglio Sir Adolphus FitzGeorge, e della sua prima moglie, Sophia Jane Holden. Nacque ad Atene, dove suo padre prestava servizio nella flotta mediterranea della Royal Navy. Olga venne chiamata in onore delle sue due madrine: la regina Olga di Grecia e la sua prozia Maria Adelaide, duchessa di Teck. La regina Olga le regalò un cuore di perle per il suo battesimo.
Tramite suo padre, Olga era una nipote del principe Giorgio, duca di Cambridge e di sua moglie Sarah Fairbrother. Poiché il matrimonio dei suoi nonni paterni era in contrasto con il Royal Marriages Act 1772, il padre di Olga e gli zii non poterono ereditare il ducato di Cambridge. Sempre tramite suo padre, Olga era una discendente di re Giorgio III. Come discendente di Giorgio III, era anche cugina di primo grado della regina Vittoria e della regina Mary. Attraverso sua madre, era la nipote di Thomas Holden e di sua moglie Penelope Sofiano Holden. Holden era un ricco uomo d'affari dal quale i genitori di Olga ricevettero gran parte della loro fortuna.
Da bambina, i genitori di Olga le hanno permesso di esibirsi in spettacoli e musical a beneficio di cause benefiche. Nel giugno 1882 lei e suo padre si esibirono in tre spettacoli teatrali al Corn Exchange di Newark-on-Trent per raccogliere fondi per la costruzione di un ospedale locale.
Il nonno di Olga, il duca di Cambridge, fu invitato da sua madre Augusta, duchessa di Cambridge, a interferire nella sua educazione. Nel 1884 il duca si preoccupò della presenza di Olga in un bazar di beneficenza ospitato da sua madre al St James's Palace, nonostante fosse patrocinato dai principi di Galles.
Nel 1886 Olga fu una delle damigelle d'onore al matrimonio di zia materna Hélène Cecil Holden con John Louis Mitchell. Partecipò anche a una cena di stato ospitato dalla regina Vittoria a Buckingham Palace nel maggio 1895.

## Matrimoni

### Primo Matrimonio
Sposò, il 18 dicembre 1897, Charles Edward Hamilton (10 dicembre 1876-18 marzo 1939), figlio di Sir Edward Hamilton, IV baronetto. Il loro matrimonio si tenne a St. Peter's Church, Eaton Square, Belgravia, e la cerimonia fu presieduta dal reverendo Edgar Sheppard.
Il velo di pizzo era un cimelio di famiglia precedentemente indossato da sua madre ed era decorato con fiori d'arancio appositamente inviati da Cannes. Indossava solo un gioiello, che era il cuore di perle che le era stato dato al battesimo dalla madrina. Il ricevimento di nozze si è tenuto a casa dei genitori di Olga e successivamente la coppia partì per Parigi per la luna di miele.
Dopo il loro matrimonio, la coppia andò a vivere a Rotherhill, a Midhurst, nel Sussex.
La coppia ebbe due figli:
- George Edward Archibald Augustus FitzGeorge Hamilton (30 dicembre 1898-18 maggio 1918);
- una figlia (nata e morta il 5 maggio 1902)[2].

#### Divorzio
Prima del loro matrimonio, Olga era conosciuta per il suo stile di vita sontuoso. Mantenne il suo comportamento stravagante nel corso del matrimonio, aumentando i debiti del marito e causando conflitti coniugali quando Hamilton tentò di limitare le sue spese. Al fine di ottenere l'indipendenza finanziaria dal marito, Olga aprì un salone di bellezza in New Bond Street a Londra con il suo nome da sposa sulla porta principale. La sua attività si rivelò fastidiosa sia per la famiglia di suo marito sia per la famiglia reale britannica. Dopo la sua apertura, la coppia si separò. Nel maggio 1901 Hamilton tornò alla residenza dei suoi genitori a Devonshire Place mentre Olga rimase nella loro residenza coniugale a Londra. Occasionalmente Hamilton visitava sua moglie e suo figlio, ma le sue visite alla fine cessarono.
Olga chiese e ottenne un decreto di restituzione dei diritti coniugali da Sir Francis Jeune il 28 luglio 1902 FitzGeorge was also granted custody of their son, George.. Ricevette anche la custodia del figlio. Nonostante gli sforzi della famiglia reale per una riconciliazione, Olga presentò una domanda di divorzio, che ottenne il 3 novembre 1902 per il fatto che suo marito l'aveva abbandonato e che aveva una relazione extraconiugale con una donna sconosciuta.

### Secondo matrimonio
Sposò, il 5 gennaio 1905 a Londra, l'avvocato Robert Charlton Lane (26 gennaio 1873-23 maggio 1943), figlio di Charles Thomas Lane. Dopo il loro matrimonio, la coppia si recava spesso a New York. Vivevano a Belgravia e in una tenuta a Warblington, nei pressi di Havant, nel Hampshire. La coppia ebbe una figlia:
- Mary Alice Olga Sofia Jane Lane (4 giugno 1919-20 settembre 2014)[22], sposò in prime nozze Edward Christopher Hohler, ebbero quattro figli, e in seconde nozze Ronald Stratford Scrivener, non ebbero figli.

All'inizio del 1908 Olga fu coinvolta in un divorzio a Edimburgo tra Arthur Clark Kennedy e la sua seconda moglie, in parte a causa del presunto rapporto tra Olga e Kennedy. La moglie di Kennedy affermò che la coppia avevano viaggiato insieme nel 1906, e vissero insieme a Bury St Edmunds da marzo all'aprile di quell'anno. Kennedy non era presente per la sentenza di divorzio e alla moglie fu concesso il divorzio. Durante tutto il processo, Olga andò in vacanza in Giamaica.
Nel 1916, durante la prima guerra mondiale, il figlio di Olga, George, entrò nella Reale accademia militare di Sandhurst, e alla fine del 1917 raggiunse il grado di sottotenente nei Grenadier Guards, in cui il suo bisnonno aveva servito. Solo pochi mesi dopo, il 18 maggio 1918, George fu ucciso durante un bombardamento a Warlincourt, vicino ad Arras. Fu sepolto nel cimitero britannico di Warlincourt Halte, vicino a Saulty.
Sua madre morì il 3 febbraio 1920. Lasciò in eredità alcuni gioielli (un braccialetto d'oro che era appartenuto ad Augusta, duchessa di Cambridge e altri gioielli di diamanti). Dopo la morte di sua madre il padre di Olga si risposò con Margaret Watson.

## Morte
Il suo decesso avvenne il 15 ottobre 1928 a Rouen: dopo un tour a Bayeux e un soggiorno di due giorni a Rouen, Olga morì improvvisamente di embolia mentre saliva in auto per partire per Le Havre. I suoi resti furono trasferiti da Le Havre a Southampton il 17 ottobre, e fu sepolta nella sua tenuta Glebe Manor a Warblington, nel Hampshire.

## Ascendenza
|                               |   |                                      | Genitori                       |  |  | Nonni |  |  | Bisnonni                     |  |  | Trisnonni                       |  |
|                               |   |                                      |                                |  |  |       |  |  | 8. Adolfo, duca di Cambridge |  |  | 16. Giorgio III del Regno Unito |  |
|                               |   |                                      |                                |  |  |       |  |  | 8. Adolfo, duca di Cambridge |  |  | 16. Giorgio III del Regno Unito |  |
|                               |   | 17. Carlotta di Meclemburgo-Strelitz |                                |  |  |       |  |  | 8. Adolfo, duca di Cambridge |  |  |                                 |  |
| 4. Giorgio, duca di Cambridge |   |                                      |                                |  |  |       |  |  | 8. Adolfo, duca di Cambridge |  |  |                                 |  |
|                               |   | 9. Augusta d'Assia-Kassel            | 18. Federico d'Assia-Kassel    |  |  |       |  |  |                              |  |  |                                 |  |
|                               |   | 9. Augusta d'Assia-Kassel            | 18. Federico d'Assia-Kassel    |  |  |       |  |  |                              |  |  |                                 |  |
|                               |   | 9. Augusta d'Assia-Kassel            | 19. Carolina di Nassau-Usingen |  |  |       |  |  |                              |  |  |                                 |  |
| 2. Adolphus FitzGeorge        |   | 9. Augusta d'Assia-Kassel            |                                |  |  |       |  |  |                              |  |  |                                 |  |
|                               |   | 10. John Robert Fairbrother          | 20. Robert Fairbrother         |  |  |       |  |  |                              |  |  |                                 |  |
|                               |   | 10. John Robert Fairbrother          | 20. Robert Fairbrother         |  |  |       |  |  |                              |  |  |                                 |  |
|                               |   | 10. John Robert Fairbrother          | …                              |  |  |       |  |  |                              |  |  |                                 |  |
| 5. Sarah Fairbrother          |   | 10. John Robert Fairbrother          |                                |  |  |       |  |  |                              |  |  |                                 |  |
|                               |   | 11. Roberta Freeman                  | 22 Thomas Freeman              |  |  |       |  |  |                              |  |  |                                 |  |
|                               |   | 11. Roberta Freeman                  | 22 Thomas Freeman              |  |  |       |  |  |                              |  |  |                                 |  |
|                               |   | 11. Roberta Freeman                  | …                              |  |  |       |  |  |                              |  |  |                                 |  |
| 1. Olga FitzGeorge            |   | 11. Roberta Freeman                  |                                |  |  |       |  |  |                              |  |  |                                 |  |
|                               | … | …                                    |                                |  |  |       |  |  |                              |  |  |                                 |  |
|                               | … | …                                    |                                |  |  |       |  |  |                              |  |  |                                 |  |
|                               | … | …                                    |                                |  |  |       |  |  |                              |  |  |                                 |  |
| 6. Thomas Holden              | … |                                      |                                |  |  |       |  |  |                              |  |  |                                 |  |
|                               |   | …                                    | …                              |  |  |       |  |  |                              |  |  |                                 |  |
|                               |   | …                                    | …                              |  |  |       |  |  |                              |  |  |                                 |  |
|                               |   | …                                    | …                              |  |  |       |  |  |                              |  |  |                                 |  |
| 3. Sophia Jane Holden         |   | …                                    |                                |  |  |       |  |  |                              |  |  |                                 |  |
|                               |   | …                                    | …                              |  |  |       |  |  |                              |  |  |                                 |  |
|                               |   | …                                    | …                              |  |  |       |  |  |                              |  |  |                                 |  |
|                               |   | …                                    | …                              |  |  |       |  |  |                              |  |  |                                 |  |
| 7. Penelope Sofiano           |   | …                                    |                                |  |  |       |  |  |                              |  |  |                                 |  |
|                               |   | …                                    | …                              |  |  |       |  |  |                              |  |  |                                 |  |
|                               |   | …                                    | …                              |  |  |       |  |  |                              |  |  |                                 |  |
|                               |   | …                                    | …                              |  |  |       |  |  |                              |  |  |                                 |  |
|                               |   | …                                    |                                |  |  |       |  |  |                              |  |  |                                 |  |